# 난고 18초메역
난고 18초메 역(일본어: 南郷18丁目駅)은 일본 홋카이도 삿포로시 시로이시구에 위치한 삿포로 시영 지하철의 역이다.

## 역 구조
지하 1층에 개찰구와 대합실, 지하 2층에 2면 2선의 상대식 승강장이 있다. 출입구가 총 3곳 있다. 개찰구 및 대합실 지상(2번 출입구)에 엘리베이터가 설치되어 있다.

### 타는 곳
| 1 | 도자이 선 | 신삿포로 방면                     |
| 2 | 도자이 선 | 시로이시・오도리・미야노사와 방면 |

## 이용 현황
삿포로 시 교통국의 조사에 따르면 2014년도 1일 평균 승차 인원은 10,142명이다.
최근 1일 평균 승차 인원의 추이는 다음과 같다.
| 연도 | 1일 평균 승차 인원 |
| ---- | ------------------ |
| 2008 | 9,740              |
| 2009 | 9,558              |
| 2010 | 9,578              |
| 2011 | 9,829              |
| 2012 | 9,809              |
| 2013 | 9,950              |
| 2014 | 10,142             |

## 역 주변
역은 난고도리과 기요타도리 사거리의 직하부에 있다.
- 홋카이도 은행 유통 센터 앞 지점
- 시로이시 히가시 모험 공원 (국철 지토세 선(구선) 오야치 역 철거지)
- 시로이시 난고18 우체국
- 코프 삿포로 루시
- 삿포로 시립 오야치 초등학교
- 삿포로 상공회의소 부속 전문 학교
- 국도 제12호선
- 도영 자작 나무 단지
- 리후레 삿포로 (삿포로 국제 교류관)
- JICA 삿포로 국제 센터

## 역사
- 1982년 3월 21일: 영업 개시.
- 2005년 12월 하순: 엘리베이터 신설, 공용 개시.
- 2006년 4월: 카드 자동 판매기 설치.
- 2008년 10월 18일: 스크린도어 사용 개시.
- 2017년 3월 15일: 역 매점인 키요스크 폐점.

## 사진

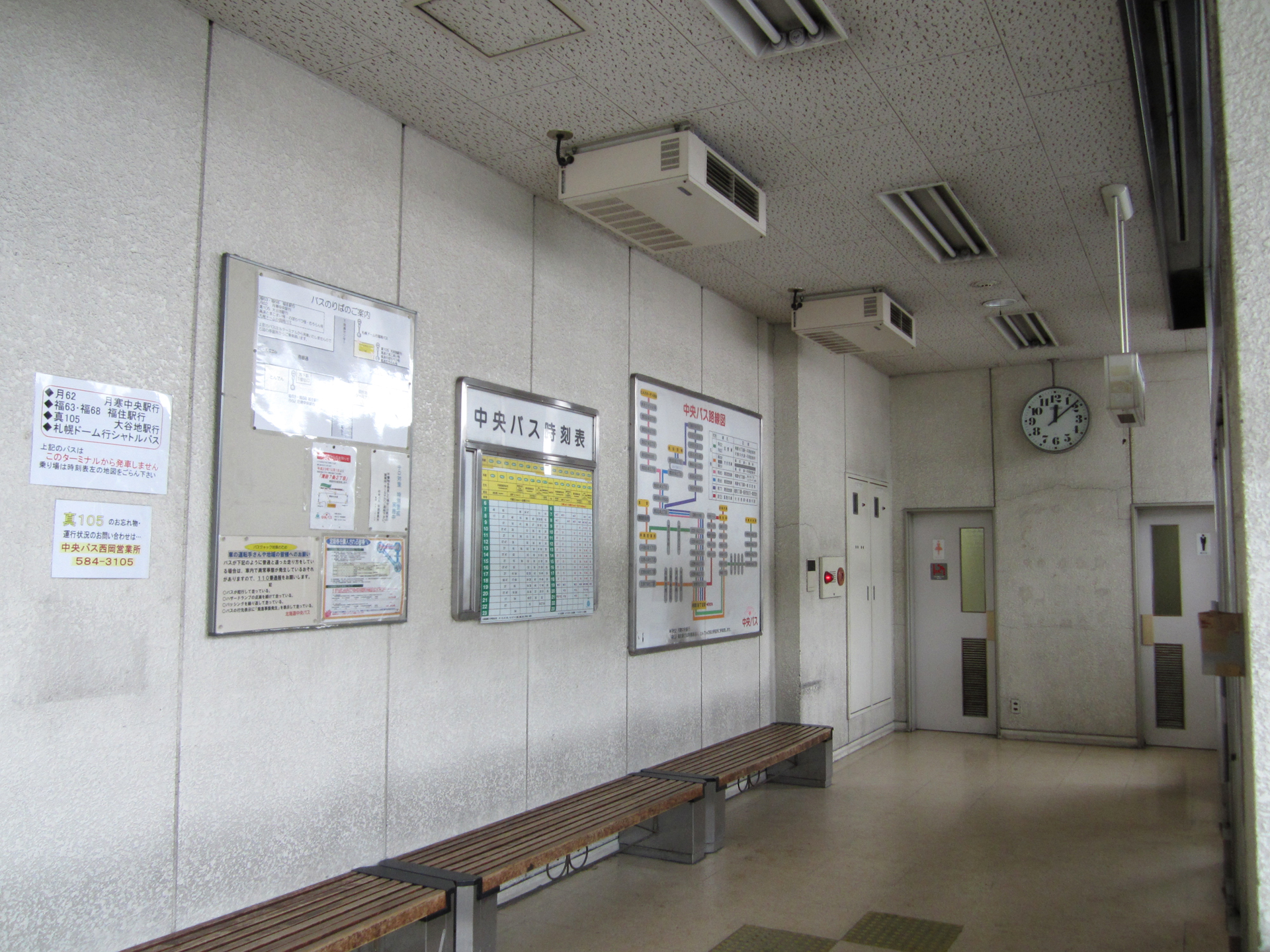
버스 발착장 (대기실)
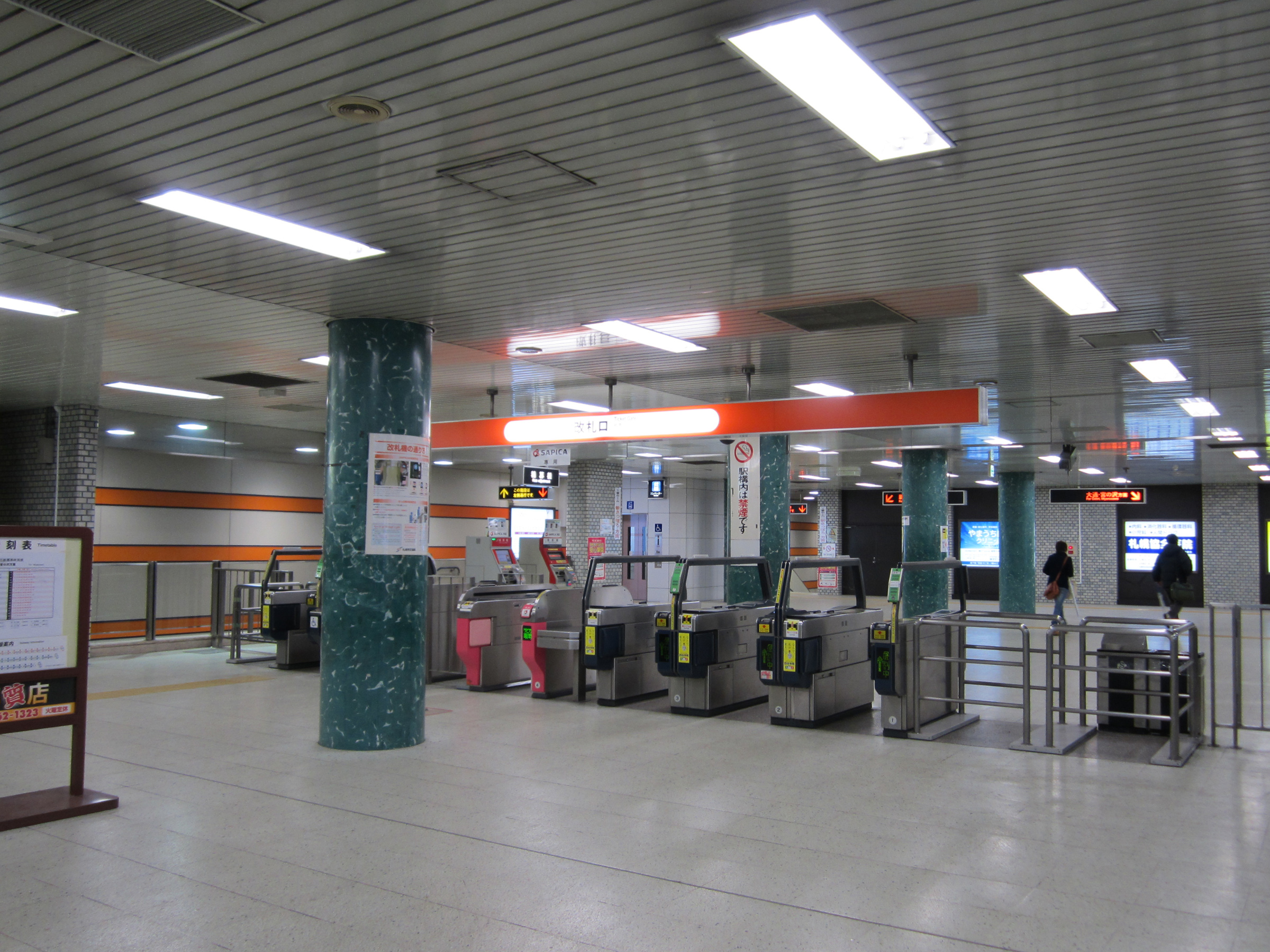
개찰구
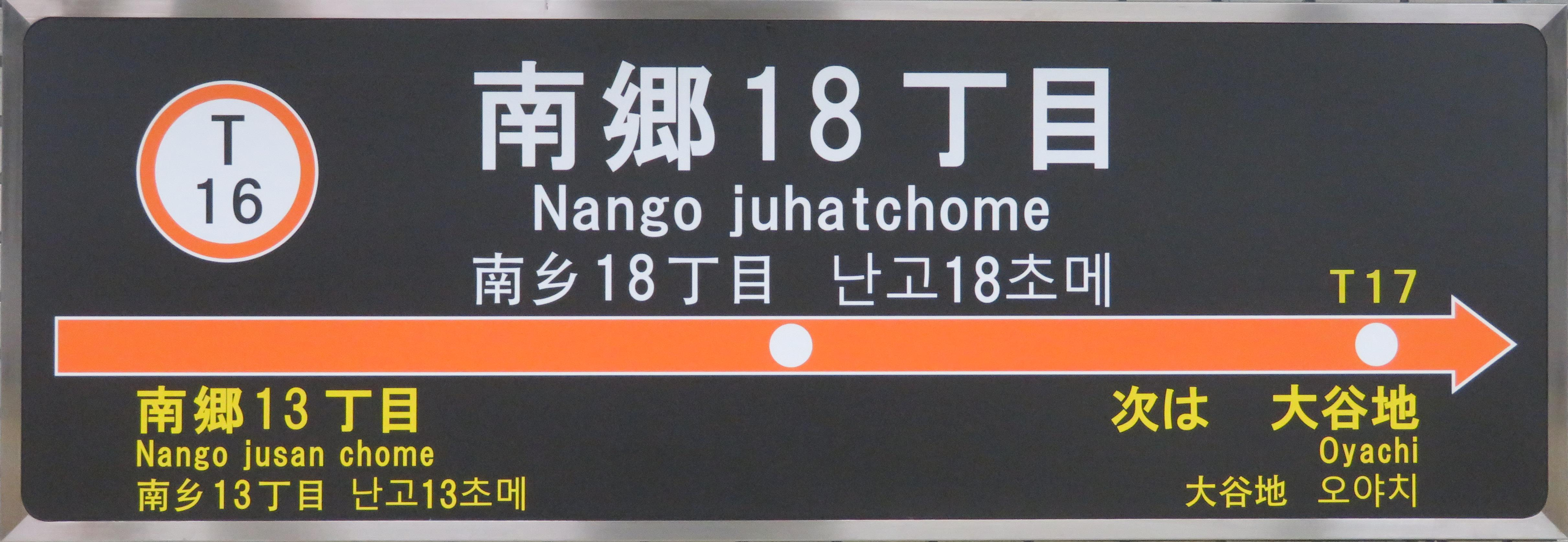
역명판

## 인접역
| 삿포로 시 교통국 지하철 도자이 선 | 삿포로 시 교통국 지하철 도자이 선 | 삿포로 시 교통국 지하철 도자이 선 |
| --------------------------------- | --------------------------------- | --------------------------------- |
| T15 난고 13초메 미야노사와 방면   | ● 도자이 선                       | T17 오야치 신삿포로 방면          |